# Gynostemma
Gynostemma é um género botânico pertencente à família Cucurbitaceae.

## Espécies
- Gynostemma aggregatum C.Y.Wu & S.K.Chen
- Gynostemma angustipetala Craib
- Gynostemma blumei Hassk.
- Gynostemma burmanica King ex Chakrav.
- Gynostemma pentaphyllum (Thunb.) Makino, cipó-doce.

1. ↑  «Gynostemma — World Flora Online». www.worldfloraonline.org. Consultado em 19 de agosto de 2020